# Plobannalec-Lesconil

Plobannalec-Lesconil este o comună în departamentul Finistère, Franța. În 1 ianuarie 2022 avea o populație de 3.694 de locuitori.